# Casimir Wicart
Casimir Wicart (* 4. März 1799 in Méteren; † 8. April 1879 in Laval) war ein französischer römisch-katholischer Geistlicher und Bischof.

## Leben und Karriere

### Priester und Generalvikar
Alexis-Casimir-Joseph Wicart wuchs 30 km nordwestlich Lille (im damaligen Bistum Cambrai) auf. Er wurde 1821 zum Priester geweiht und war dreizehn Jahre lang Pfarrer einer Altstadtgemeinde von Lille. Erzbischof Pierre Giraud machte ihn zum Generalvikar, doch wurde er schon 1845 auf den Bischofssitz von Fréjus berufen.

### Bischof von Fréjus
Der fähige Nordfranzose von autoritärem Charakter und mit großem Ordnungssinn traf dort auf die Mittelmeermentalität seiner Priester, die er rasch gegen sich aufbrachte, wohingegen die Staatsgewalt (1849–1850 unter Präfekt Haussmann) ihm gewogen war. Zur Leitung des Priesterseminars berief er die Oblaten der Unbefleckten Jungfrau Maria in sein Bistum. Er machte sich bei der Choleraepidemie von 1849 in Toulon verdient. Er residierte jährlich mehrere Monate in Toulon und erwirkte bei der Regierung wie beim Papst, dass er sich ab 1853 „Bischof von Fréjus und Toulon“ nennen durfte. Als er 1855 zum ersten Bischof des Bistums Laval ernannt wurde, verließ er Fréjus ohne jegliche Abschiedsadresse. Sein Wirken im Bistum Fréjus wurde dort erst sehr viel später gewürdigt.

### Bischof von Laval
Im neu geschaffenen Bistum Laval, das er fünfmal zur Gänze visitierte, entsprach die Aufbauaufgabe seinen Fähigkeiten. Es lag ihm zuoberst die Kompetenz des Klerus am Herzen, der sich regelmäßiger Prüfungen unterziehen musste. Er baute ein Priesterseminar, sowie ein Ordinariat und nahm am Ersten Vatikanischen Konzil teil. 1872 erkannte er die Echtheit der Marienerscheinung von Pontmain an. 1876 zog er sich von seinem Amt zurück. Er starb 1879 nach längerer Krankheit im Alter von 80 Jahren und wurde in der Kathedrale von Laval beigesetzt.

### Wahlspruch und Ehrungen
Wicarts bischöflicher Wahlspruch lautete: Absit gloriari nisi in Cruce („Ich will mich allein des Kreuzes Jesu Christi rühmen“). Er war Offizier der Ehrenlegion. Seit 1898 befindet sich in der Kathedrale von Laval seine (kniende) Bronzestatue. Eine Wandtafel trägt die Lebensdaten.